# Паракінське сільське поселення
Пара́кінське сільське поселення (рос. Паракинское сельское поселение) — муніципальне утворення у складі Великоберезниківського району Мордовії, Росія. Адміністративний центр — село Паракіно.

## Історія
Станом на 2002 рік існували Паракінська сільська рада (села Бузаєво, Паракіно) та Чорнопромзинська сільська рада (село Чорна Промза, селище Красна Поляна).
17 травня 2018 року було ліквідовано Чорнопромзинське сільське поселення, його територія увійшла до складу Паракінського сільського поселення.

## Населення
Населення — 675 осіб (2019, 925 у 2010, 1102 у 2002).

## Склад
До складу поселення входять такі населені пункти:
| Населений пункт       | Населення, осіб (2002) | Населення, осіб (2010) |
| --------------------- | ---------------------- | ---------------------- |
| Бузаєво, село         | 252                    | 198                    |
| Красна Поляна, селище | 6                      | 3                      |
| Паракіно, село        | 585                    | 526                    |
| Чорна Промза, село    | 259                    | 198                    |